# ویل کلارک (دوچرخه‌سوار)
ویل کلارک (اسپانیایی: Will Clarke‎؛ زادهٔ ۱۱ آوریل ۱۹۸۵) دوچرخه‌سوار اهل استرالیا است.
از باشگاه‌هایی که در آن رکاب زده‌است می‌توان به تیم دوچرخه‌سواری دراپاک و کنندیل–دراپاک اشاره کرد.